# Алиев, Рауф Сехраман оглы
Рау́ф Сехраман оглы Али́ев (азерб. Rauf Sehraman oğlu Əliyev; 12 февраля 1989, с. Юхары Абдурахманлы, Физулинский район) — азербайджанский футболист, нападающий. Выступал за сборную Азербайджана.
Защищал цвета юношеских (U-17, U-19) и молодёжной (U-21) сборных Азербайджана.

## Биография
Родился в селе Юхары Абдурахманлы Физулинского района Азербайджанской ССР. В футбол начал играть в возрасте 10 лет в спортивной школе «Нефтчи» в Баку. Первый тренер — Рамиз Саадатов.
С 2006 года по 2013 год защищал цвета команды азербайджанской премьер-лиги — «Карабах» (Агдам).
Выступал в составе молодёжной сборной Азербайджана (до 21 года).
С 2010 года приглашается на игры первой сборной Азербайджана.

## Достижения
- Обладатель Кубка Азербайджана по футболу 2009 (в составе «Карабах» (Агдам)[6])